# Mayaca fluviatilis
Mayaque des rivières
Espèce
Mayaca fluviatilis, en français Mayaque des rivières, est une espèce d'angiospermes monocotylédone de la famille des Mayacaceae, endémique des milieux tropicaux tempérés à chauds d'Amérique centrale et du Sud. Son nom vernaculaire en anglais est « bog moss » c'est-à-dire « Mousse de tourbière ».

## Description

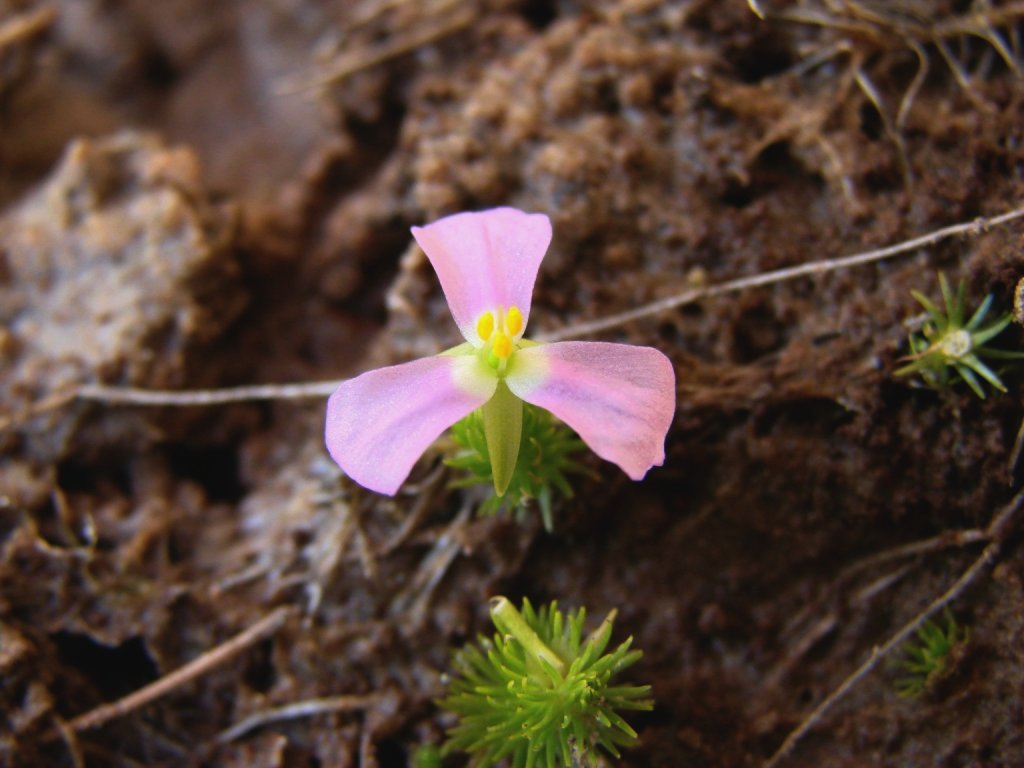
Fleur.

En 1775 Jean Baptiste Fusée-Aublet, qui recueille la plante en Guyane, la décrit ainsi : 

« LA MAYAQUE des rivières
Cette PLANTE ressemble à une mousse. Sa tige, et ses branches sont cylindriques, grêles et menues, chargées de feuilles sessiles, disposées près-à-près, étroites, et pointues : vues à la loupe, ces feuilles paraissent avoir trois nervures longitudinales, séparées par un très grand nombre de transversales.
Les FLEURS sortent de l’aisselle des feuilles ; elles sont solitaires, et portées sur un pédoncule  garni à sa base de deux petites écailles.
Le CALICE est de trois pièces, vertes, larges, oblongues, et aiguës.
La COROLLE est à trois pétales blancs, larges, concaves, attachés entre les divisions du calice.
Les ÉTAMINES sont trois, placées au dessous de l’ovaire. Les FILETS sont courbes, blancs. Leur ANTHERE est longue, et à deux bourses.
Le PISTIL est un ovaire arrondi, surmonté d’un STYLE terminé par un STIGMATE à trois rayons.
L’OVAIRE devient une CAPSULE sèche, couronnée par le style et le stigmate qui subsistent : elle s’ouvre en trois valves de la pointe à la base, et sous chacune des valves  sont deux SEMENCES placées l’une au dessus de l’autre : ces semences sont noires, rondes, et striées.
J’ai trouvé cette plante sur les bords d’un ruisseau qui se jette dans la rivière de Sinémari ; elle était en fleur et en fruit dans le mois de Novembre. »

## Taxonomie
L'espèce a été décrite en premier en 1775 par le botaniste français Jean Baptiste Christian Fusée-Aublet en Guyane.
Par la suite de nombreux auteurs l'ont nommée autrement, mais seul le nom binomial Mayaca fluviatilis est aujourd'hui accepté. Voici la liste de ses synonymes :
- Coletia madida Vell.
- Mayaca aubletii Michx.
- Mayaca aubletii var. wrightii (Griseb.) Horn
- Mayaca caroliniana Gand.
- Mayaca fluviatilis var. wrightii (Griseb.) M.Gómez
- Mayaca longipes Gand.
- Mayaca madida (Vell.) Stellfeld
- Mayaca michauxii Schott & Endl.
- Mayaca vandellii Schott & Endl.
- Mayaca wrightii Griseb.
- Syena aubletii (Michx.) Schott & Endl.
- Syena fluviatilis (Aubl.) Willd.
- Syena mayaca J.F.Gmel.
- Syena nuttalliana Schult.